# D118 (Tarn)
De D118 is een departementale weg in het Zuid-Franse departement Tarn (regio Occitanie). De weg loopt van Mazamet naar de grens met Aude. In Aude loopt de weg als D118 verder naar Carcassonne.

## Geschiedenis
Oorspronkelijk was de D118 onderdeel van de N118. In 1973 werd de weg overgedragen aan het departement Tarn, omdat de weg geen belang meer had voor het doorgaande verkeer. De weg is toen omgenummerd tot D118.